# Швалк (Вармінсько-Мазурське воєводство)
Швалк (пол. Szwałk, нім. Schwalg) — село в Польщі, у гміні Ковале-Олецьке Олецького повіту Вармінсько-Мазурського воєводства.
Населення — 99 осіб (2011).

## Демографія
Демографічна структура станом на 31 березня 2011 року:
|          | Загалом | Допрацездатний вік | Працездатний вік | Постпрацездатний вік |
| -------- | ------- | ------------------ | ---------------- | -------------------- |
| Чоловіки | 51      | 8                  | 41               | 2                    |
| Жінки    | 48      | 10                 | 30               | 8                    |
| Разом    | 99      | 18                 | 71               | 10                   |